# Фірлюк кенійський
Фірлюк кенійський (Mirafra williamsi) — вид горобцеподібних птахів родини жайворонкових (Alaudidae). Ендемік Кенії. Вид був названий на честь Джона Джорджа Вільямса (1913–1997), британського орнітолога, куратора Музея Корендона.

## Опис
Кенійський фірлюк має значно менші розміри, ніж польовий жайворонок: довжина птаха становить 14 см. Однак кенійський фірлюк має набагато довший дзьоб відносно довжини тіла.
Верхня частина тіла бурувата, поцяткована темними плямками. Горло біле, груди жовтувато-коричневі, поцятковані краплеподібними темно-коричневими плямками. Живіт рудувато-коричневий. Крила коричнюваті. Два бічних рульових пера темно-коричневі зі світлими краями, решта бурі. Дзьоб зверху сіруватий, знизу червонуватий. Лапи червоні. Очі карі.

## Поширення і екологія
Цей малодосліджений вид жайворонків відомий з північної Кенії, де мешкає двома окремими популяціями. Перша популяція мешкає на північ від міста Марсабіта, в пустелі Діді-Малгалла, на рівнині з червоним вулканічним ґрунтом, порослій невисокими злаками і чагарниками. Друга популяція мешкає на плато між містами Ісіоло і Гарба-Тула, порослому чагарниками роду Barleria. Плато знаходиться на висоті від 600 до 1350 м над рівнем моря.

## Збереження
Попри обмежений ареал, МСОП вважає цей вид таким, що не потребує особливих заходів зі збереження. За оцінками дослідників, популяція кенійських фірлюків нараховує до 200 тисяч птахів.